# Tortula lurida
Tortula lurida là một loài rêu trong họ Pottiaceae. Loài này được (Hornsch.) Mitt. mô tả khoa học đầu tiên năm 1867.